# Phradis toreador
Phradis toreador är en stekelart som beskrevs av Aubert 1986. Phradis toreador ingår i släktet Phradis och familjen brokparasitsteklar. Inga underarter finns listade i Catalogue of Life.